# Дексне
Дексне (латыш. Deksne) — населённый пункт в Кулдигском крае Латвии. Административный центр Падурской волости. Находится у региональной автодороги P108 (Вентспилс — Кулдига — Салдус). Расстояние до города Кулдига составляет около 6 км. По данным на 2017 год, в населённом пункте проживало 48 человек. Есть волостная администрация, начальная школа, дом культуры, магазин. Комплекс бывшего поместья Дексне является памятником архитектуры.

## История
В советское время населённый входил в состав Падурского сельсовета Кулдигского района. В селе располагалась Леяскурземская опытная станция.